# Från Sevastopols belägring

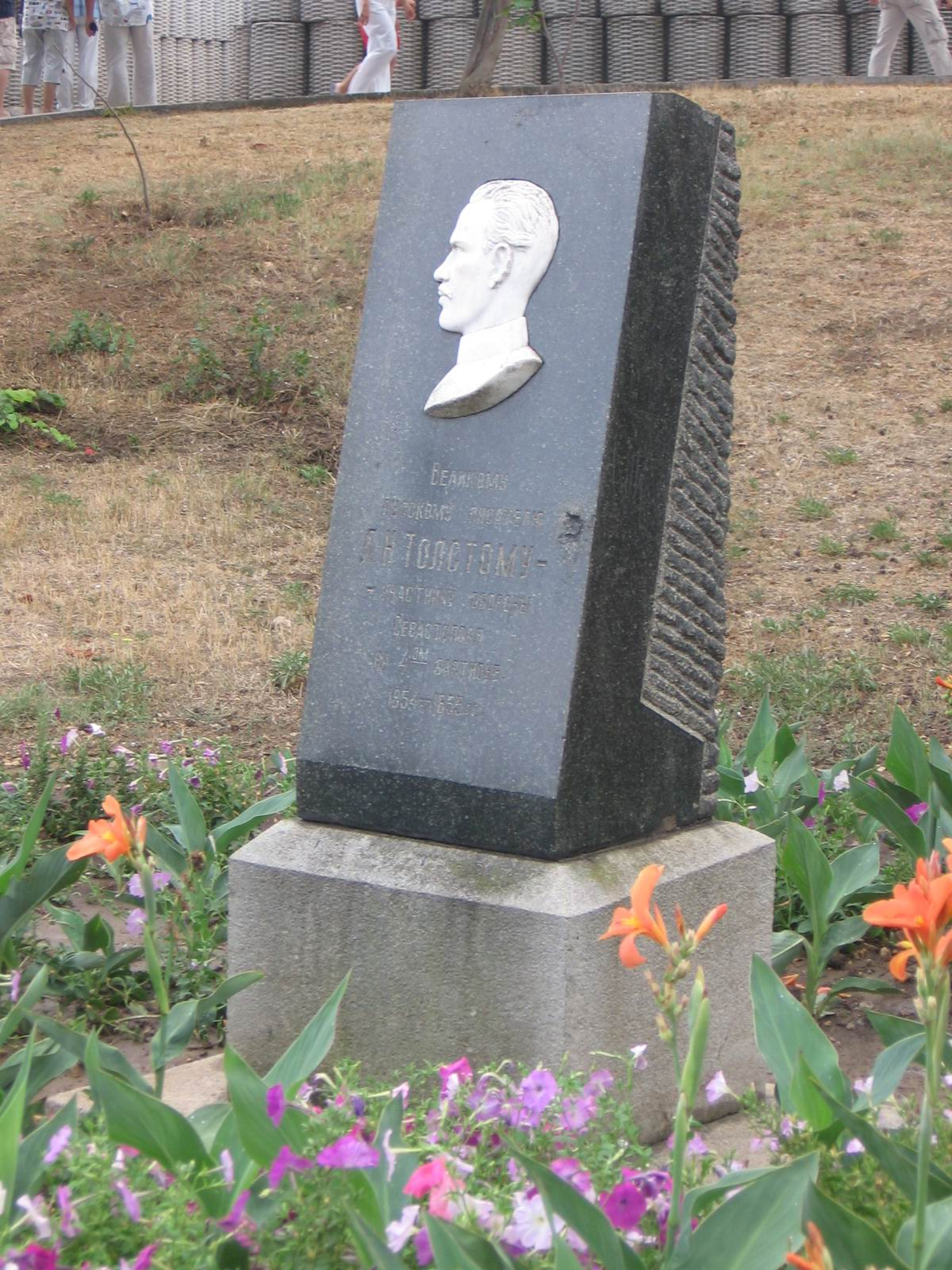
Minnestavla om Lev Tolstojs närvaro i 4:e bastionen i Sevastopol

Från Sevastopols belägring (Севастопольские рассказы, Sevastopolskije rasskazy) är en novellsamling bestående av tre berättelser av Lev Tolstoj, publicerade 1855.
Samlingen har även utgivits under namnet Brev från Sevastopol, och skildrar Tolstojs upplevelser under sin tid som ung officer vid belägringen av Sevastopol 1854-1855 i Krimkriget. Verket har gjort att Tolstoj kallats världens förste krigskorrespondent.

## Novellerna
Novellerna, även kallade skisser, skildrar krigets vardag för soldaterna och de civila i den ryska staden Sevastopol på Krim under Krimkriget. Tolstoj skönmålar inte kriget, utan behandlar tvärtom krigets psykologi och om det förnuftsstridiga agerandet och meningslösheten. Han skriver realistiskt om feghet och rädsla hos soldater, och bördsstolthet hos officerare ur överklassen. De omänskliga förhållandena på fältsjukhusen skildras målande, liksom de sista våldsamma striderna då fästningen stormas. 